# نیروی زمینی مالزی
ارتش مالزی (مالایی: Tentera Darat Malaysia) نیروی زمینی زیرمجموعه نیروهای مسلح مالزی است، که در سال ۱۹۳۳ تأسیس شد.